# Somme (catégorie)
Pour les articles homonymes, voir Somme.
En mathématiques, dans une catégorie, la somme ou coproduit peut s'exprimer par une propriété universelle ou de manière équivalente comme foncteur représentable.

## Définition

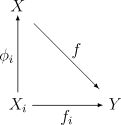
Somme.

Soit {\displaystyle {\mathcal {C}}} une catégorie et {\displaystyle (X_{i})_{i\in I}} une famille d'objets de {\displaystyle {\mathcal {C}}}. On cherche un objet X ainsi qu'une famille de morphismes {\displaystyle \phi _{i}:X_{i}\to X} tel que pour tout objet Y de {\displaystyle {\mathcal {C}}} et pour toute famille de morphismes {\displaystyle f_{i}:X_{i}\to Y}, il existe un unique morphisme {\displaystyle f:X\to Y} tel que pour tout indice i, on a {\displaystyle f\circ \phi _{i}=f_{i}}.
Si un tel objet X existe, on l'appelle somme des {\displaystyle (X_{i})_{i\in I}}.
Lorsqu'elle existe, la somme des Xi représente le foncteur qui à un objet Y de {\displaystyle {\mathcal {C}}} associe le produit cartésien {\displaystyle \prod _{i\in I}Hom(X_{i},Y)}.

## Exemples
- La somme indexée par l'ensemble vide est l'objet initial.
- Dans la catégorie des ensembles, la somme est la réunion disjointe. La réunion disjointe de la famille {\displaystyle (X_{i})_{i\in I}} est l'ensemble des couples {\displaystyle (i,x)} où {\displaystyle x\in X_{i}} avec {\displaystyle \varphi _{i}:x\mapsto (i,x)}. On prendra donc {\displaystyle f(i,x)=f_{i}(x)}.
- Dans la catégorie des espaces topologiques, la somme topologique existe et commute avec le foncteur d'oubli. Elle s'obtient en munissant l'ensemble ci-dessus d'une topologie adéquate.
- Dans la catégorie des groupes, la somme s'appelle produit libre. Elle ne commute pas avec le foncteur d'oubli.
- Dans la catégorie des modules sur un anneau fixé, la somme est la somme directe externe. Elle ne commute pas avec le foncteur d'oubli.
- On peut raffiner la notion de somme avec la somme amalgamée.

## Produit et somme
La somme est la propriété duale du produit : la somme correspond au produit de la catégorie opposée. On dit parfois coproduit plutôt que somme.
On utilise parfois les notions de catégorie distributive (en) et de catégorie linéaire pour désigner deux types de catégories fréquentes, mais mutuellement exclusives (sauf cas trivaux, comme des catégories à un seul objet):
- une catégorie est distributive lorsque le produit est distributif sur le coproduit. Ce dernier est alors souvent appelé somme, par analogie avec l'arithmétique élémentaire ;
- mais lorsque produit et coproduit d'une famille finie d'objets sont isomorphes, alors la loi de distributivité n'est plus respectée : la catégorie est linéaire, et il est préférable d'utiliser le terme générique de coproduit plutôt que de somme.

Par exemple, la catégorie des ensembles finis est distributive, car le produit cartésien est distributif sur l'union disjointe. En revanche, la catégorie des espaces vectoriels (sur un corps fixé) est linéaire, car la somme directe d'un nombre fini d'espaces vectoriels est isomorphe à leur produit. Cette propriété ne s'étend pas aux sommes et produits infinis, par exemple la somme {\displaystyle \oplus _{i\in \mathbb {N} }K} d'un nombre infini de copies du corps K est formée des suites infinies stationnant à 0 de scalaires (et donc isomorphe à l'espace vectoriel K[X] des polynômes), pendant que le produit {\displaystyle \prod _{i\in \mathbb {N} }K} contient toutes les suites infinies de scalaires (isomorphe à l'espace vectoriel K[[X]] des séries formelles).

## Référence
Régine et Adrien Douady, Algèbre et théories galoisiennes [détail des éditions]